# Alte Pinakothek
Alte Pinakothek ili Stara pinakoteka u Münchenu je muzej europskog slikarstva u Münchenu. U njemu se čuva jedna od najznačajnijih svjetskih zbirki slikarstva od srednjeg vijeka do sredine 18. stoljeća. Danas se nalazi u sklopu bavarskih državnih slikarskih zbirki.
Preko puta Stare pinakoteke nalazi se i Neue Pinakothek, u kojoj su izložena djela iz 19. i početka 20. stoljeća. Pored njih izgrađena je i Pinakothek der Moderne u kojoj se nalaze moderne i suvremene slike.

## Povijest
Alte Pinakothek je utemeljio Ludovik I. 1800. godine, a izgradio ga je Leo Klenze 1826. godine. Nastala građevina je bila izrazito moderna za svoje doba i postala je modelom za mnoge druge muzejske zgrade (Rim, Sankt Peterburg, Bruxelles, Kassel, i dr.).
Izvornu kolekciju muzeja činila su djela iz privatnih kolekcija bavarskih vojvoda i izbornih kneževa, a nakon opće sekularizacije iz 1802. godine, obogaćena je mnogim oduzetim djelima iz bavarskih crkava i bivših samostana. Ludovik I. je nastavio obogaćivati kolekciju kupnjom mnogih djela starih majstora, a nakon njegove smrti širenje kolekcije je gotovo stalo sve do 1875.
Za vrijeme Drugog svjetskog rata zgrada je potpuno porušena, da bi se obnovila 1950-ih, a potpuno (unutarnje dekoracije) tek 2008. god. Od 2014. do 2017. god., krila muzeja su naizmjence zatvarana zbog renoviranja, prilikom čega su djela u zatvorenim krilima bila nedostupna posjetiteljima.

## Zbirka
U Staroj pinakoteki je izloženo oko 800 slika, a najznačajnije su zbirke staronjemačkog, staronizozemskog i talijanskog slikarstva trecentta, renesansno slikarstvo Italije i Njemačke, te barokno slikarstvo Njemačke, Italije, Nizozemske, Francuske i Španjolske. Od pojedinačnih slikara najviše su zastupljeni: Albrecht Dürer, Albrecht Altdorfer, Tizian, Peter Paul Rubens i Anthonis van Dyck.

### Kronološka galerija odabranih djela
- Giotto di Bondone, Krist na križu s Gospom i Ivanom
- Leonardo da Vinci, Madona s karanfilom
- Dürerov autoportret
- Albrecht Dürer, Četiri apostola
- Rafael, Madona Tempi
- Albrecht Altdorfer, Bitka kod Isa
- Tizian, Portret Karla V.
- Pieter Bruegel stariji, Zemlja dembelija
- Rubens, Bitka s Amazonkama
- Rubens, Otmica Leukipovih kćeri
- Pokolj nevine dječice (Rubens)
- Rembrandt, Žrtvovanje Izaka
- Anthonis van Dyck, Autoportret
- Murillo, Maleni prosjaci jedu grožđe i dinju
- François Boucher, Gospođica O'Marphy
- François Boucher, Madame de Pompadour
- Jean-Honoré Fragonard, Djevojka sa psom

## Vanjske poveznice
- Službene stranice Stare pinakoteke (engl.)
- Panorama Alte Pinakotheke